# شرکت ملی صنایع مس ایران
شرکت ملی صنایع مس ایران، شرکت تولید و استخراج مس ایرانی است، که در زمینه اکتشاف، استخراج و بهره‌برداری مس، همچنین تولید محصولات مسی همچون کاتد، اسلب، بیلت و مفتول، فعالیت می‌نماید. این شرکت مالک سه معدن مس سرچشمه و میدوک در استان کرمان و سونگون در استان آذربایجان شرقی می‌باشد.
شرکت ملی صنایع مس ایران در سال ۱۳۵۱ تحت عنوان شرکت سهامی معادن مس سرچشمه در شهر رفسنجان، تأسیس شد و در سال ۱۳۵۵ به شکل کنونی تغییرنام داد. اکنون اکثریت سهام این شرکت متعلق به سازمان توسعه و نوسازی معادن و صنایع معدنی ایران (۱۲٪)، شرکت سرمایه‌گذاری صدر تأمین (۵٪) و سهام عدالت می‌باشد.
شرکت ملی صنایع مس ایران در سال مالی ۱۳۹۹ حدود ۲۷هزارمیلیارد تومان سود خالص کسب نمود و به یکی از سودآورترین شرکت‌های ایران بدل گشت.
این شرکت همراه مس، ۷۰۰ تن کنسانتره طلا و نقره در سال تولید می‌کند که به‌صورت خام فروخته می‌شود و هیچگاه مدیران این شرکت در اندیشه احداث کارخانه استحصال و تولید شمش خالص طلا نبوده‌اند.

## تولیدات
| ردیف | نوع           | نام                     |
| ---- | ------------- | ----------------------- |
| ۱    | محصولات اصلی  | مس کاتدی                |
| ۲    | محصولات اصلی  | مفتول                   |
| ۳    | محصولات جانبی | کنسانتره مولبیدن        |
| ۴    | محصولات جانبی | اکسید مولبیدن           |
| ۵    | محصولات جانبی | کنسانتره فلزات گران بها |
| ۶    | محصولات جانبی | اسید سولفوریک           |

| نام      | کد استاندارد |
| -------- | ------------ |
| مس کاتدی | ASTMB115     |
| مفتول    | ASTMB49      |

## ریسک‌های شرکت ملی

### ریسک نوسانات نرخ بهره
که شرکت برای افزایش میزان محصولات تولیدی و افزایش ظرفیت خود طرح‌ها و پروژه‌های توسعه را در دست اجرا دارد و برای تأمین مالی بخش از پروژه نیاز به استفاده از تسهیلات بانکی دارد. از این جهت نوسانات نرخ بهره در سال‌های آینده می‌تواند قیمت تمام شده پروژه‌ها و هزینه‌های مالی اجرای طرح‌ها تأثیرگذار باشد.

### نوسانات نرخ ارز
از آنجایی که شرکت ملی صنایع مس ایران قسمتی از محصولات تولیدی خود را به سایر کشورها صادر کرده و بخشی از درآمد حاصل از فروش شرکت از طریق صادرات تحقق می‌یابد و سوی دیگر قسمتی از ماشین آلات و تجهیزات طرح‌های توسعه مجتمع‌های شرکت و بخش کمی از مواد اولیه شرکت نیز از کشورهای دیگر وارد می‌شود، بنابراین نوسانات نرخ ارز تأثیر بسزایی در درجه اول برای درآمدهای شرکت و در درجه دوم بر هزینه‌های شرکت دارد.